# Aston Clinton
Aston Clinton är en by och civil parish i Buckinghamshire i England. Staden ligger mellan Tring och Aylesbury, vid foten av kalkstensbergen Chiltern Hills. Folkmängden är cirka 4 000 invånare.
Biltillverkaren Aston Martin tog en del av sitt namn från staden kombinerat med en av firmans grundare Lionel Martin. Den hade stor framgång med bergsbestignings tävlingar vid närligande Aston Hill. En minnesskylt finns nu placerad på platsen.
TV-programmet Hotel Babylon filmades i Aston Clinton.